# Incendio forestal de Pegalajar de 2006

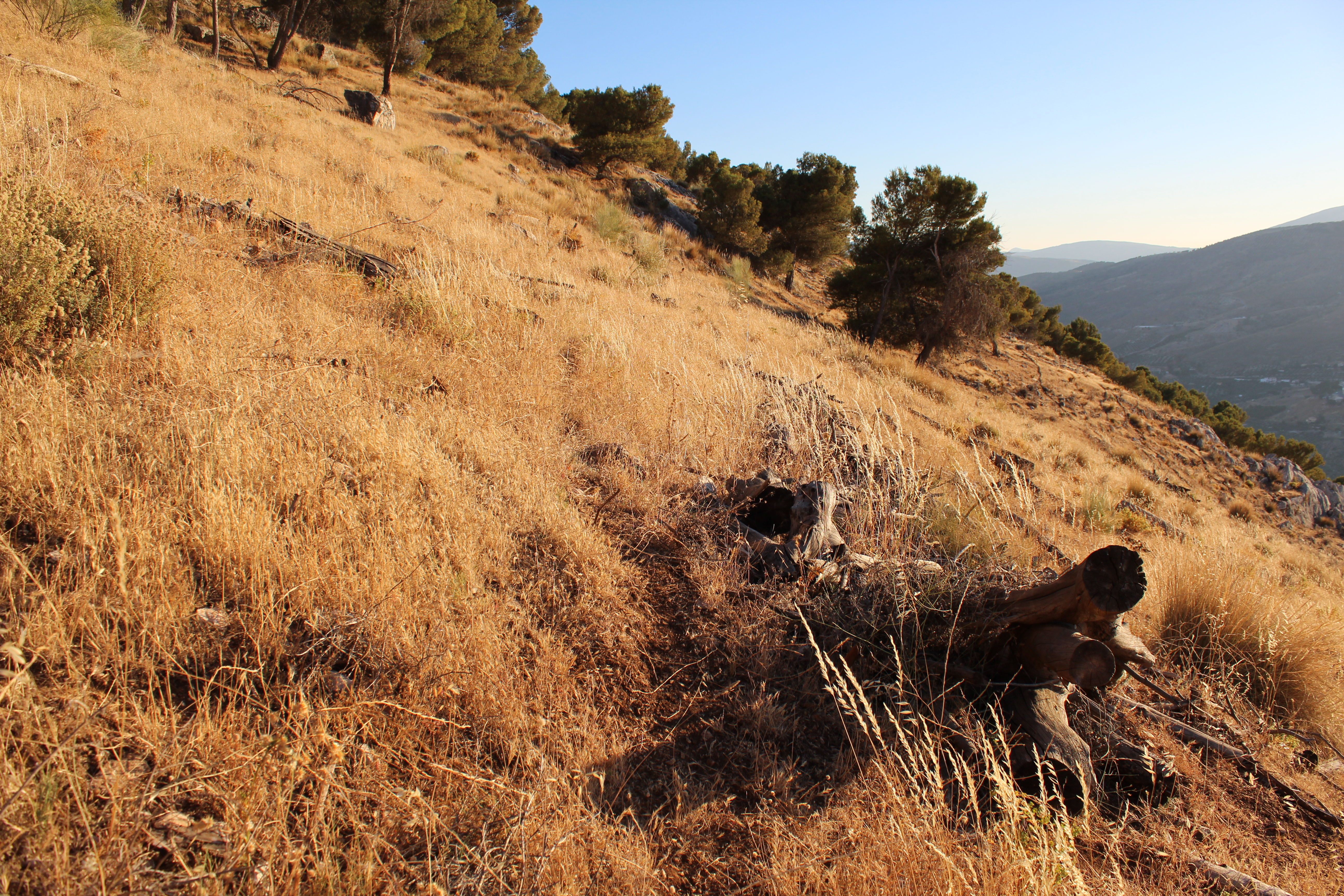
Aspecto que presenta la vegetación en la Serrezuela de Pegalajar doce años después. Se puede observar una fajinada construida con madera quemada para frenar la erosión.

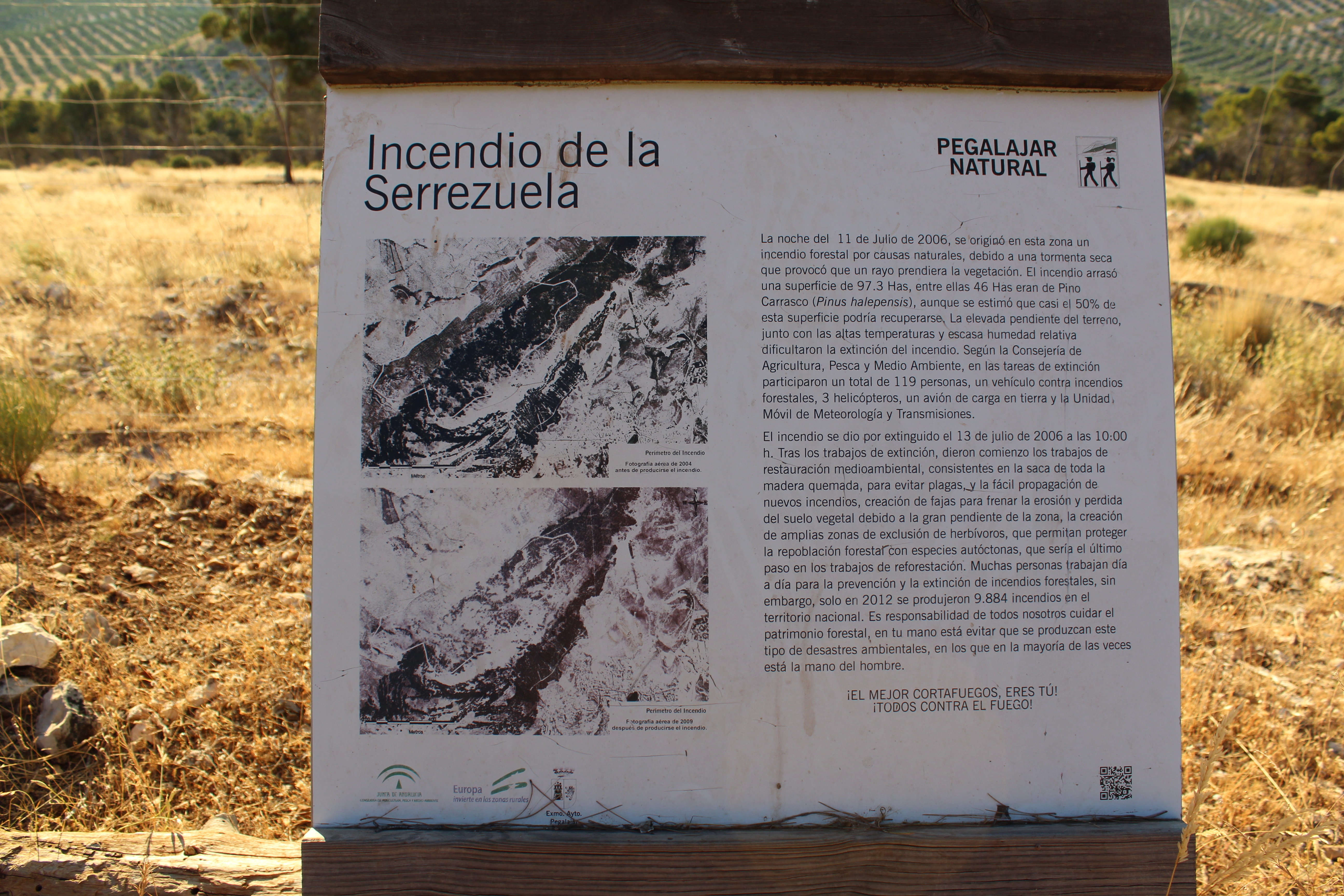
Cartel informativo sobre el incendio junto a un sendero señalizado, realizado como una de las medidas de restauración ambiental posteriores al incendio.

El incendio forestal de Pegalajar en 2006 tuvo lugar en el paraje conocido Baldíos de Haza Colorada, en la vertiente occidental de la Serrezuela de Pegalajar, dentro del término municipal de Pegalajar, colindante con el de La Guardia de Jaén y de Mancha Real, a causa de una tormenta seca que cruzó toda Andalucía la tarde noche del 11 de julio de 2006. Dicho incendio se inició la noche del martes de 11 de julio, a las 23:10 h, a partir de un rayo que prendió en la vegetación seca. Se consideró extinguido el jueves 13 de julio de 2006, a las 10:00 horas, con un resultado de 133 ha calcinadas, 78 de ellas de superficie forestal arbolada, en su mayoría pino carrasco, y el resto de matorral y superficie agrícola.

## Origen
La tarde noche del martes de 11 de julio de 2006 una tormenta seca cruzaba Andalucía de oeste a este, dejando a su paso 1.262 rayos en cinco horas, de las 19:00 a las 00:00 horas, originando hasta 18 siniestros forestales en Andalucía, de los cuales 3 derivaron en incendio: uno en la provincia de Huelva, que arrasó 275 hectáreas, y dos en la provincia de Jaén, este de Pegalajar y el de Cárchel, calcinándose en este último unas 30 ha. En la provincia de Jaén cayeron hasta 167 rayos, más de la mitad de ellos en la mitad sur de la provincia.

## Desarrollo y extinción
La elevada pendiente de la vertiente occidental de la Serrezuela de Pegalajar, así como las elevadas temperaturas y la escasa humedad ambiental, dificultaron una rápida extinción. El parlamentario de IU por Jaén, José Cabrero, criticó posteriormente a la Consejería de Medio Ambiente de la Junta de Andalucía la tardanza y dejadez en ejecutar el proyecto de limpieza del monte. Asimismo, el sindicato CCOO afirmaba en un informe sobre incendios forestales que el desarrollo de dicho incendio se había producido por la suciedad del monte y por la gran ausencia de medidas preventivas, con excesos de maleza y pinos secos en el monte, así como ausencia de caminos y senderos limpios que hubieran facilitado las tareas de extinción a los vehículos y trabajadores forestales.  La Consejería por su parte adujo que en los años 1995 y 1996 se ejecutaron trabajos selvícolas de entidad sobre unas 90 Ha de este monte, consistente en clareos, podas de realce y eliminación de residuos. El monte es de titularidad pública, perteneciente al ayuntamiento de Pegalajar.
Tomaron parte en la extinción del incendio hasta un total de 119 personas, un vehículo contra incendios forestales, tres helicópteros, un avión de carga en tierra y la Unidad Móvil de Meteorología y Transmisiones.
El miércoles 12 de julio, tras la evolución favorable del mismo, al mediodía se declaraba controlado.
El jueves 13 de julio de 2006 a las 10:00 se consideró el incendio extinguido.

## Medidas de restauración
Tras los trabajos de extinción, se formularon las siguientes medidas de restauración del monte afectado por parte de la Consejería de Medio Ambiente: eliminación de vegetación muerta, construcción de fajinadas y albarranas con parte de la madera quemada, de manera que se eviten procesos erosivos, repoblación forestal con especies autóctonas, mejora de infraestructuras como caminos y senderos, clareos en zonas de densa vegetación tras cierto tiempo transcurrido.